# Ivanivka, Petrove
Ivanivka (în ucraineană Іванівка) este o comună în raionul Petrove, regiunea Kirovohrad, Ucraina, formată numai din satul de reședință.

## Demografie
Componența lingvistică a comunei Ivanivka
     Ucraineană (94,85%)
     Română (3,44%)
     Rusă (1,72%)
Conform recensământului din 2001, majoritatea populației comunei Ivanivka era vorbitoare de ucraineană (94,85%), existând în minoritate și vorbitori de română (3,44%) și rusă (1,72%).